# برک‌بات
تیبو ژان-ماری میشل برلند (متولد ۵ اکتبر ۱۹۸۱ میلادی)، که بیشتر با نام هنری برک‌بات شناخته شده‌است، تهیه‌کننده موسیقی و دی‌جی فرانسوی است. او از مه سال ۲۰۰۹ میلادی تا اکنون با نشریه ای‌دی بنگر همکاری می‌کند.